# Suite nr. 2 uit Romeo en Julia
Suite nr. 2 uit Romeo en Julia, opus 64b is een transcriptie voor orkest van een zevental muziekstukken uit Sergej Prokofjev's ballet Romeo en Julia. Prokofjev schreef deze transcriptie in 1936.
1. Montagues and Capulets
2. Julia het jonge meisje
3. Broeder Laurence
4. Dans
5. Romeo en Julia vóór het scheiden
6. Dans van de Antilles meisjes
7. Romeo aan Julia's graf

Vooral het zware stuk Montagues and Capulets is erg bekend geworden. Het stuk waarin op ingenieuze wijze gebruik wordt gemaakt van de klanken van de saxofoon was erg geschikt om clichébeelden over de Sovjet-Unie te begeleiden.